# Colțăneni, Buzău
Colțăneni este un sat în comuna Mihăilești din județul Buzău, Muntenia, România. Se află în apropierea drumului național 2.